# Catharsius chinai
Catharsius chinai är en skalbaggsart som beskrevs av Ferreira 1960. Catharsius chinai ingår i släktet Catharsius och familjen bladhorningar. Inga underarter finns listade.